# Lindholmens varv

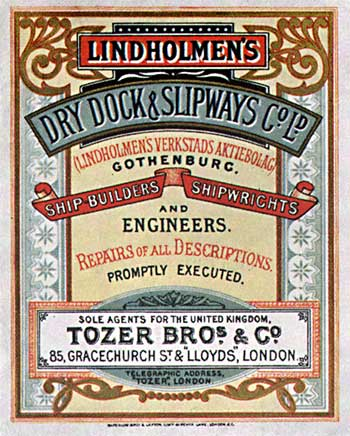
Reklamkort för Lindholmens varv från sekelskiftet 1900.

Lindholmens varv är en tidigare varvsindustri vid Göta älv på Hisingen i Göteborg. Namnet Lindholmen kom av den lindbevuxna ö som ända fram till 1855 var skild från fastlandet, och är känt sedan 1333 efter den kungsladugård, Lindholmen, som låg på det närliggande Slottsberget.

## Historik

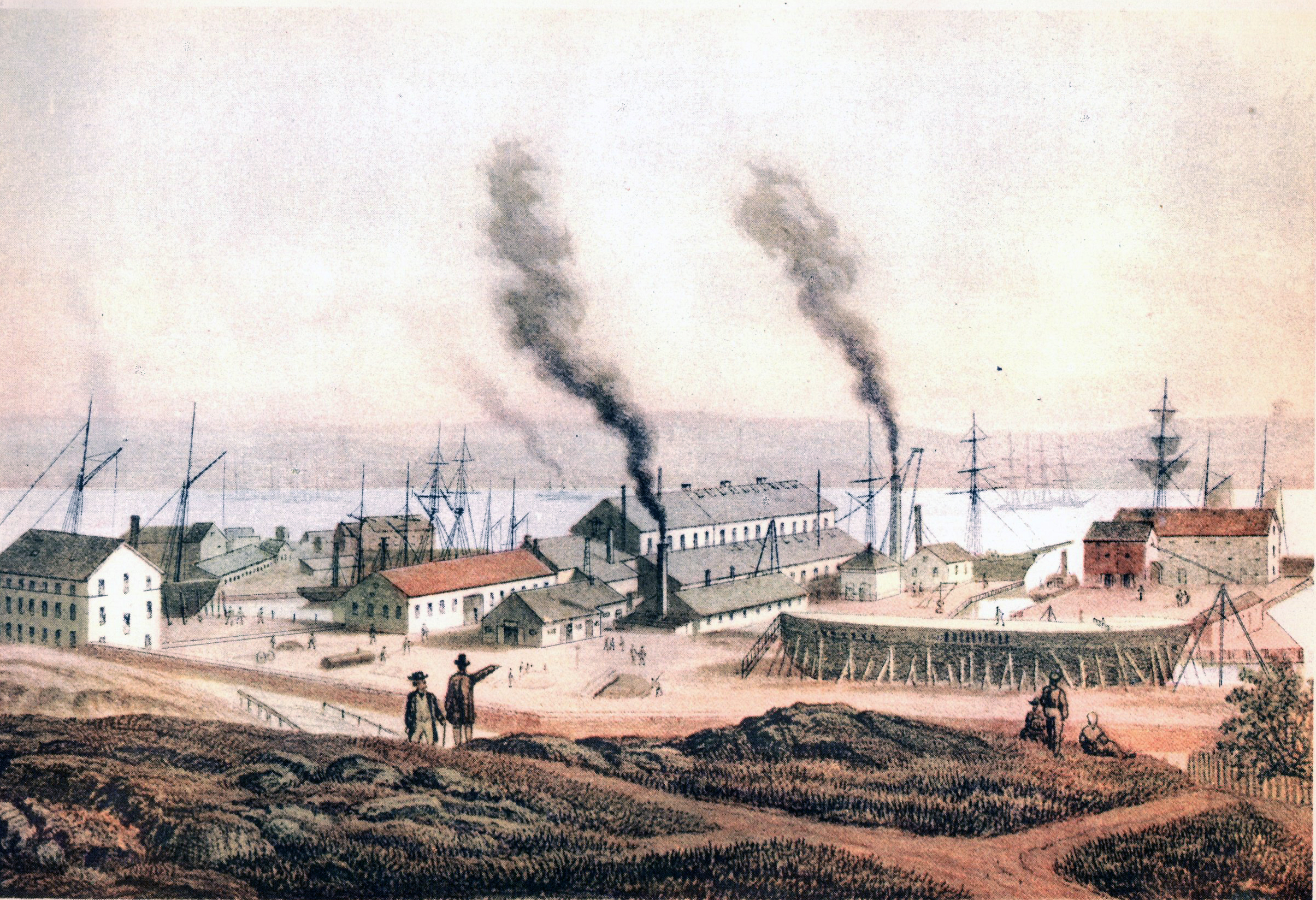
Varvet avbildat på litografi i Sveriges industriella etablissementer (1875).

Sjösättning vid Lindholmen omkring sekelskiftet 1900.

Det bolag som ägde Lindholmens säteri gick i konkurs 1844 och ropades in på exekutiv auktion för Handelsaktiebolaget Mattsson & Braunes räkning. Huvudparten, 31/32-delar av egendomen, överläts nästan genast till två storbönder, som fortsatte att där bedriva jordbruk. På den del som Mattsson & Braunes behöll, växte Lindholmens varv upp. Enligt köpekontraktet fanns där "en lastageplats (...) en lastagebrygga med upphalningsbädd av bjälkar för fartygsreparation (...) 2:ne hamnar med 2:ne duc d'alber i vardera..." Mattssons dotter, Sofia Mattsson, hade den 4 december 1843 gift sig med grosshandlaren Theodor Wilhelm Tranchell (1815–1889). Familjen Tranchell hade sjöfartsintressen och de insåg att en pågående statlig utredning rörande "tillsyn af segelleden mellan Venern och hafvet samt om sättet för hamnanläggning i Göteborg" skulle innebära uppmuddring av Norra Älvstranden och därmed förbättra möjligheterna för en varvsrörelse. Rättsliga strider utbröt, där ägarna till de torrlagda vassarna krävde skadestånd. Inte förrän den 4 juni 1858 föll slutlig dom i målet. Men detta hade inte påverkat Tranchell, som då redan sträckte kölen till sitt 86:e nybygge, järnångaren F H af Chapman om 57,5 läster. Allt detta skedde i nära samarbete med den tekniske chefen för den 1839 tillsatta direktionen "Kungl. Direktionen öfver Göteborgs Hamn & Elfarbeten", kaptenen O. Åquist. Efter diskussioner huruvida man skulle bygga trä- eller järnfartyg bestämde sig Tranchell för det senare, och sedan han i England köpt erforderliga maskiner, började han 1850 anläggningsarbetena på ett skeppsvarv för järnfartyg.
På den första stapelbädden byggdes det första fartyget briggen Aurora som sjösattes 1848. År 1852 byggdes anläggningen ut med en mekanisk verkstad för ångfartyg, samt även en kostsam slip för sjösättning och upphalning av fartyg. Den traditionella kölhalningen som tillämpades för segelfartyg var direkt olämplig för ångbåtar. Tranchell beslöt att den första järnångaren – med namnet Gustaf II Adolf – skulle byggas. Kölen kunde sträckas vid årsskiftet 1852 och sjösättningen ägde rum den 13 december 1854. Ett separat bolag hade bildats för fartyget, med både svenska och tyska intressenter. Första provturen skedde den 18 april 1855. Fartyget var den största ångaren som byggts och ansågs vara den elegantaste.
Muddringsarbeten och den storslagna slipen hade lett till en ekonomisk kris och Mattsson och Tranchell fann det nödvändigt att 1853 bilda ett aktiebolag, Lindholmens Varvs- och Fabriksaktiebolag. Motala Verkstad övertog en fjärdedel av aktierna. Aktiekapitalet i Lindholmens Varvs- och Fabriks AB sattes till 200 000 kronor, varav Mattson & Braune och Th. W. Tranchell tog tre fjärdedelar. Motala Verkstads chef O. E. Carlsund hade nära förbindelser med Tranchell.
Efter ekonomiska och personliga svårigheter för Tranchell, övertogs varvet 1858 av Motala Verkstad som ytterligare utökade anläggningarna, bland annat med en stor torrdocka, invigd den 13 november 1875. Dockan breddades vid två tillfällen, bland annat på initiativ av marinförvaltningen, som krävde torrsättningskapacitet till sina pansarbåtar. Som chef på Lindholmen placerade Motala ingenjören Carl Elis Norrman. Medan Tranchell velat åta sig storbyggen, sökte Norrman under de svaga åren i slutet av 1850-talet och början av 1860-talet trygga ekonomin genom reparationsarbeten på fartyg och genom tillverkning av ångslupar och beställningsgods, som broar och värmeinstallationer. Som skeppsbyggare förvärvade han åt Lindholmen ett grundmurat anseende. Av de båda mekaniska verkstäderna var Keillers under ett årtionde den ojämförligt största. Först 1853 nådde Lindholmen upp i ett arbetarantal, som närmade sig Keillers, och från 1860-talets ingång var de båda företagen av ungefär samma storlek. Liksom Keillers verkstad upplevde Lindholmen en påtaglig blomstring under 1870-talets högkonjunktur, då arbetarantalet steg till nära 800 och omsättningen uppgick till 1,5 miljoner kronor.
Efterhand kom Lindholmens varv successivt att växa till ett av landets största och 1872 byggdes det första krigsfartyget här, kanonbåten Blenda. Under lång tid hade varvet Kungliga Svenska Flottan som storkund. Så till exempel sjösattes den 29 mars 1898 pansarbåten Niord, i närvaro av kung Oscar II. Redan under 1880-talet betraktades Lindholmens varv som landets förnämsta skeppsvarv med ett produktionsvärde som var dubbelt så stort som Götaverkens.
Som teknisk chef anställde Motala Verkstad 1877 Sven Almqvist, som sedan 1869 varit ingenjör hos Norrman vid Lindholmen. Almqvist försökte på alla sätt skaffa Lindholmen order. Han lyckades med det, bland annat genom sina förbindelser med Ludvig Nobel i Ryssland, och Lindholmen fick nu ett stort antal beställningar på tankfartyg för transport av olja på Kaspiska havet och Volga. Vid denna tidpunkt byggde varvet så stora tankfartyg som på 3 400 ton. Även ryska staten gjorde beställningar av olika slags fartyg hos Lindholmen (bärgningsfartyg, isbrytare och minutläggare). På det sättet möjliggjordes en hög sysselsättning på Lindholmen under hela 1880-talet, så att arbetarantalet under flera år översteg 1 000 personer och därmed emellanåt var dubbelt så stort som antalet vid Keillers verkstad. Tillverkningsvärdet vid Lindholmen uppgick också under flera år till över 2 miljoner kronor.

### Konkursen 1891
Ekonomiska bekymmer i början av 1890-talet gjorde att moderbolaget Motala Verkstad gick i konkurs 1891. Driften vid Lindholmen inställdes därför i över ett år. År 1890 hade varvet 1 426 anställda (det vill säga Göteborgs största företag), men i slutet av 1891 hade så många avskedats att endast 40 fanns i arbete.

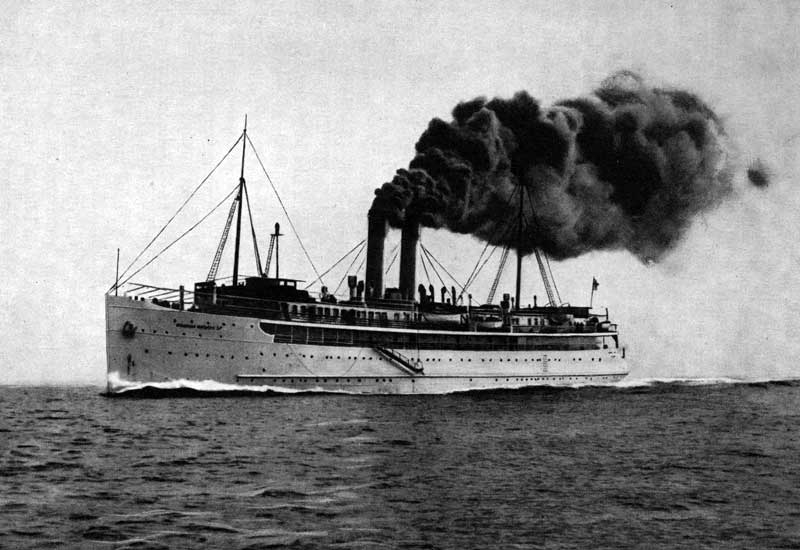
Ångtågfärjan Konung Gustaf V. Byggnadsår: 1910. 3 062 brutto reg. ton.

Vid Motala Verkstads konkursauktion 1892 ropades Lindholmen in för 820 000 kronor av ett obligationskonsortium, som därmed skyddade sin intecknade fordran i Lindholmen. Detta utarrenderade därefter Lindholmen till ett konsortium som bildats, AB Lindholmens Verkstads arrendatorer, bestående av ingenjör Johan Sjöholm på Qvillebäckens mekaniska verkstad, disponent J. G. Busck på Almedahl, bryggare J. W. Lyckholm, byggmästare F. O. Peterson samt Sven Almqvist och förutvarande disponenten på Lindholmen, Emil Telander, som 1885 efterträtt C. E. Norrman. Ledningen av verksamheten hade Sven Almqvist tagit på sig, trots att han erbjudits anställning vid Nobelverken i Ryssland. Han lyckades också att skaffa nya beställningar på både tankångare och lastfartyg i Ryssland, men Johan Sjöholm och Almqvist kunde inte komma överens om hur affärerna skulle skötas. Följden blev att nästan inga arbeten kom igång på varvet under hela 1892. Almqvist bildade då ett nytt konsortium, för att utnyttja den klausulen i arrendeavtalet om att lösa in Lindholmen för 820 000 kronor, vilket var ungefär hälften av vad Lindholmen då värderades till.
Därmed bildades Lindholmens Verkstads AB med ett aktiekapital av 1 miljon kronor, varav Motala Verkstads Nya AB tecknade sig för 550 000 kronor. För att finansiera aktieteckning gjorde Motala en nyemission, då aktiekapitalet ökades till 1 600 000 kronor. I styrelsen för Lindholmen ingick direktör G. V. S. Tham i Huskvarna, J. G. Busck, disponenten på Gamla Varvet G. D. Kennedy, handlanden E. N. Fischer i Göteborg och vice häradshövdingen C. V. H. Montelius i Stockholm.
Varvet lyckades få flera statliga beställningar och anställde 1896 ingenjören Hugo Hammar som kommit hem från USA. Denne beskriver tillståndet på varvet i sina Minnen: ”Den maskinella utrustningen på varvet fann jag förfärligt dålig. Jag beundrade mannarnas prestationer med dessa maskiner och fick en helt annan inställning till den svenske arbetaren…” Varvets nya ledning investerade i byggnader och maskiner. Man hittade även en marknad för trampångare och lyckades ta beställningar från svenska rederier som tidigare beställt dessa byggen i utlandet. Lindholmen satsade på kvalitet och Svenska Lloyds styrelse skrev 1902: "Styrelsen var samfäldt af den åsigt, att det högre pris, bolaget erlägger för den andra båten till fullo motsvaras av det öfverlägsna arbete, man af en prima svensk verkstad kan förvänta..." 1903 hade bolaget blivit stabilare och man skrev dessutom kontrakt med marinen på pansarfartyget Oscar II. Bland övrigt specialtonnage kan nämnas två malmtransportbåtar 1904 och 1905 för Trafik AB Grängesberg— Oxelösund, en föregångare till våra dagars bulklastfartyg. År 1906 köptes Lindholmen åter av Motala Verkstad och en bra konjunktur med flera nybyggnationer rådde fram till en försämring 1908. Emellertid fick varvet kontrakt på den ena av Statens Järnvägars tågfärjor för traden Trelleborg-Sassnitz Konung Gustaf V och två oceanlinjeångare för Rederiaktiebolaget Nordstjernan. Då tågfärjan Konung Gustaf V levererades 1910, var detta specialkonstruerade 3 000-tonfartyg, det dittills största fartygsbygget i landet. Varvets ledande ställning i 1910-talets Göteborg stärktes ytterligare, då Axel Johnsons rederiföretag Nordstjernan 1909 beställde två 6 500 tons lastångare, som skulle sättas in på rederiets nyöppnade linje på Sydamerika. Fartygen levererades 1910 (Axel Johnson) och 1911 (Annie Johnson) och var en stor teknisk framgång för varvet.
Byggandet av pansarbåtar innebar att leveranserna till Stockholm periodvis var mycket omfattande. Det var den stora dominansen av statliga beställningar som medförde en epok av pansarbåtsbyggande. Under slutet av 1910-talet ändrade Lindholmens marknad karaktär, och krigsfartygsbyggandet upphör och den ryska marknaden blir utan betydelse. Båda dessa händelser hörde ihop med den företagsledning, som avskedades 1906. Istället skulle varvet under en kortare tid bli de stora Stockholmsrederiernas nybyggnadsvarv. Åren före krigsutbrottet innebar en markant inriktning på handelstonnage och en byggnation av 3 000-tonnare, vilka byggdes i stor serie under krigsåren.

### Bergsunds varvskoncern
De ovannämnda fartygen var tekniska framgångar, men dåliga affärer gjorde att förlusten för 1910 blev 854 819 kr, mer än två tredjedelar av aktiekapitalet. Förlusterna med de tre fartygen närmade sig alltså aktiekapitalets storlek. Företaget räddades endast genom att man skrev upp fastigheterna med samma belopp som förlusterna. Detta möjliggjordes genom en försiktig värdering efter år 1890 och genom att konjunkturerna vände 1912.
Aktiemajoritet i Motala Verkstads Nya AB och därmed i Lindholmen förvärvades nu av AB Bergsunds intressenter. De ägde tidigare Bergsunds Mek. Verkstads AB och Finnboda Varv. Därmed uppstod en varvskoncern som genom rationaliseringar räknade med att uppnå lönsamhet. Men så blev inte fallet, utan bolaget led stora förluster även under 1911. Sedan förbättrades konjunkturerna och en allmän svensk varvskris kunde undvikas. Lindholmen hade ett tillverkningsvärde 1913 av 3 miljoner kronor och 952 arbetare. Lindholmen byggde bogserångare, malmångare och passagerarångaren Ariadne för Finska Ångfartygs Ab och den goda konjunkturen höll i sig under första världskriget. På initiativ av Göteborgs Bank (vars fordran på bolaget 1911 uppgick till 1,9 miljoner kronor) köpte 1915 ett konsortium av företrädesvis göteborgare, majoriteten av stamaktier och så gott som alla preferensaktierna i Lindholmen AB till en kurs av 200 %. Därmed blev Lindholmen åter ett självständigt företag. Efter 1917 var Lindholmen det enda varv som stod utanför "Broströmsfären".

### AB Lindholmen-Motala
År 1918 hade Lindholmen AB blivit så starkt att Göteborgs Bank kunde överta både Motala- och Bergsundsbolagen, genom att Lindholmen 1920 köpte samtliga 10 400 aktier i Motalabolaget till ett nominellt värde av 2,6 miljoner kronor. I december 1919 beslöts att den nya firman skulle heta AB Lindholmen-Motala. Emellertid var det nu åter sämre tider, samt konsekvenserna av att Lindholmen i det längsta höll fast vid ångtekniken. "Aktiebolaget Lindholmen-Motalas tillvaro mellan de två världskrigen uppfylldes av en ständig, seg och ihärdig kamp mot svåra tider, vidriga förhållanden och en ohjälpligt undergrävd ekonomi." Man tog in beställningar på järnkonstruktioner för byggnader och broar. Då även reparationsverksamheten minskade, började man skrota fartyg, men de svenska arbetslönerna var för höga för att det skulle kunna bli en lönsam verksamhet. Men man högg likväl upp 18 fartyg om 49 000 ton dödvikt under åren 1932 till 1936. Under hela 1920-talet var beställningarna få, dock ljusnade situationen något 1928 och arbetarantalet ökades till 750 man år 1929. Bland leveranserna fanns statsisbrytaren Atle 1926 och Flodsprutan II till Göteborg 1932.

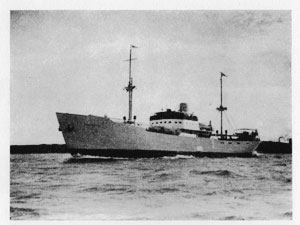
Första lastmotorfartyget Astri Byggnadsår: 1937. 2 557 brutto reg. ton.

### AB Lindholmens Varv
År 1936 var det återigen dags för en ombildning. Verkstäderna i Göteborg och Motala var för olika och den gemensamma administrationen tungrodd. Därför konstituerades den 5 september 1936 Aktiebolaget Lindholmens Varv med säte i Göteborg och ett aktiekapital på 700 000 kronor. Man lämnade nu helt ångmaskinerierna bakom sig och varvet satsade på diesel-elektriskt maskineri med motorer från Atlas-Diesel. Den första motorn monterades i lastmotorfartyget Astri, Rederi-AB Disa. Varvet hade här hittat sin nisch och Astri följdes av flera motorfartyg. Johnson-koncernen, som redan ett antal år tidigare börjat förvärva aktier i Lindholmen blev 1941 ensam ägare till varvet. Varvet fokuserade utöver dieselmotorer på byggandet av torrlastfartyg av specialtyp samt ångpannor.  År 1944 sjösatte varvet en ny flytdocka byggd för egen räkning.. Varvet integrerades i Johnsonkoncernen och kom att bli känt för att bygga främst lastlinjefartyg. Man producerade Pielstickmotorer speciellt avpassade för linje- och passagerarfart. Varvets placering vid en smal älvkrök omöjliggjorde alla tankar på supertonnage. Under krigsåren 1939–1945 sjösattes 23 fartyg vid Lindholmen på sammanlagt 48 000 bruttoregisterton. År 1960 hade varvet 1 800 anställda, varav 1 400 arbetare.

### Slutet

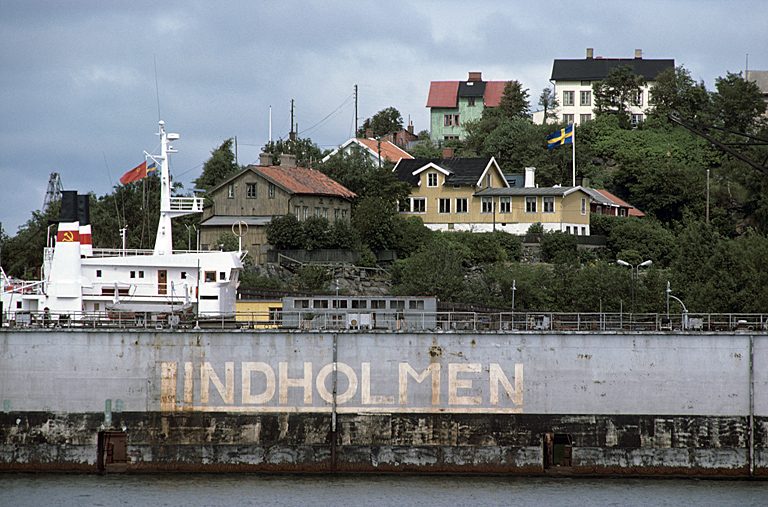
Flytdocka vid Lindholmen 1977.

Början till slutet blev bygget av tre englandsfärjor för Svenska Lloyd. Det var en för varvet ny och komplicerad fartygstyp. Man kalkylerade fel och förlorade mycket på affären. Johnsonkoncernen fann då för gott att dra sig ur varvsverksamheten och sålde 1971 varvet till Eriksbergs Mekaniska Verkstad. Eriksberg hade brist på kunnig personal och varvsarbetare flyttades nu över från Lindholmen till Eriksberg. År 1974 byggdes det sista fartyget på Lindholmen. Kvar fanns reparationsverksamheten som Eriksberg nu sålde till Götaverken och 150 man arbetade kvar i torrdockan på Lindholmen. Somliga redare föredrog Lindholmen framför Götaverken Cityvarvet, trots att det ingick i samma företag. Då Lindholmen gick med förlust i början av 1980-talet började verksamheten ifrågasättas allt mer, men fortsatte fram till hösten 1985, då obefintlig orderingång gjorde att verksamheten helt måste upphöra. Personalen flyttade då till Cityvarvets olika bolag. 
Under perioden 1848–1976 levererade Lindholmens varv cirka 1 100 fartyg.

## Byggda fartyg i urval
- 1862 Aktiv, ångslup, senare bogserfartyh
- 1858 Hulda, ångslup
- 1870 S/S Tessin
- 1884 S/S  Aeolus, för Ångfartygsaktiebolaget Södra Sverige, konstruerad av Ernst Hernberg
- 1932 Flodsprutan II, brandbåt

## Illustrationer

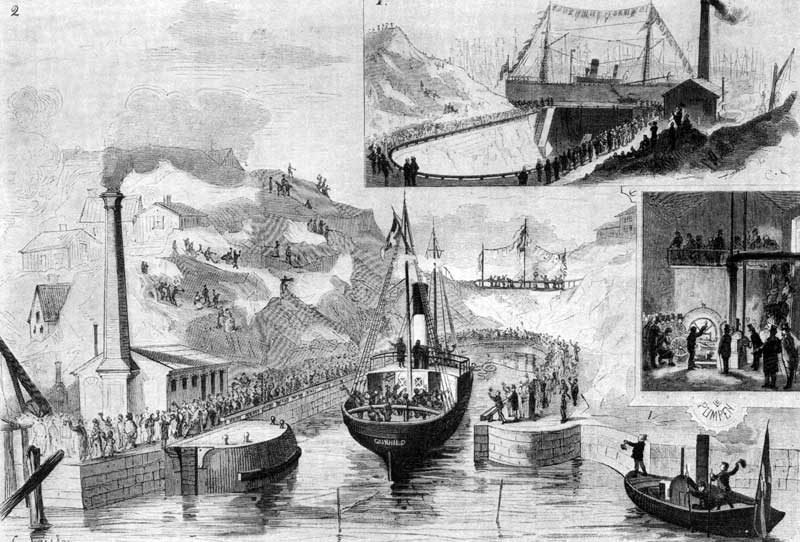
Invigningen av torrdockan den 13 november 1875. Illustrationer av Carl Larsson i Ny Illustrerad Tidning. Övre bilden: Dockan före fyllningen med ångaren Heimdall. Stora bilden: Kanonbåten Gunhild går in i dockan. Lilla bilden till höger: I pumphuset.
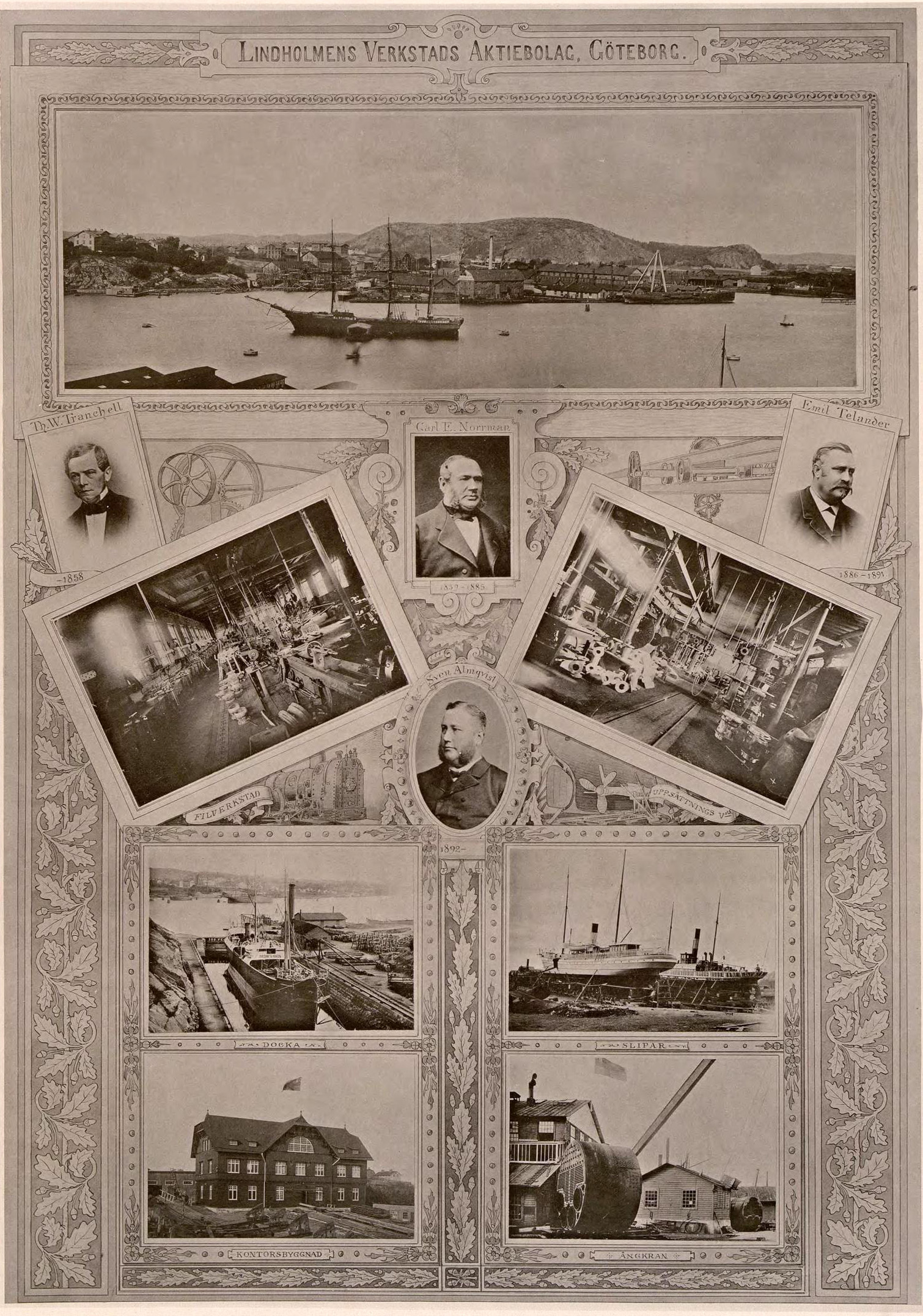
Varvet presenterat i bildverk från omkring 1900.